# Гренландская цератия
Гренландская цератия, или гренландский глубоководный удильщик, или северный глубоководный удильщик (лат. Ceratias holboelli), — вид глубоководных лучепёрых рыб из семейства цератиевых (Ceratiidae) отряда удильщикообразных.

## Описание
Крупная рыба. Самки достигают в длину 1,2 м. Карликовые самцы длиной до 1,6 см (16 мм) паразитируют на самках, присосавшись к ним. Тело покрыто частыми острыми костистыми колючками.
Глаза очень маленькие, вероятно утратившие свою функцию. У взрослых самок на голове длинный торчащий луч иллиций. Рот выглядит почти вертикальным. Спинной, анальный и хвостовой плавники утолщены, мясистые. Перед спинным плавником расположены три мясистых выроста, образованных из лучей плавников. У взрослых самцов плавники редуцированы. Окраска варьируется от темно-коричневой до чёрной, но когда кожа облезает, на этих местах остаются серые пятна.

## Ареал
Встречается во всех океанах. В Северо-Восточной Атлантике обитает на глубине от 120 до 1000 м.

## Биология
Глубоководная рыба. Биология её не изучена. На личиночной стадии является пелагической рыбой с округлым телом, как бы «одетым» в кожный чехол. При переходе во взрослое состояние самцы прикрепляются своими челюстями к самкам и ведут паразитический образ жизни. При этом их кровеносная система соединяется с кровеносной системой самок и их питание осуществляется только за счёт крови последних.